# Resolució 1626 del Consell de Seguretat de les Nacions Unides
La Resolució 1626 del Consell de Seguretat de les Nacions Unides fou adoptada per unanimitat el 19 de setembre de 2005. Després de recordar totes les resolucions anteriors sobre les situacions a Libèria i a Sierra Leone, en particular les resolucions 1509 (2003) 1610 (2005) i 1620 (2005), el Consell va ampliar el mandat de la Missió de les Nacions Unides a Libèria (UNMIL) fins al 31 de març de 2006 i va autoritzar el desplegament de 250 tropes a Sierra Leone per protegir el Tribunal Especial.

## Resolució

### Observacions
El Consell de Seguretat va reconèixer l'important paper que jugava la Comunitat Econòmica dels Estats de l'Àfrica Occidental (ECOWAS) i la Unió Africana (UA) en el procés liberià, a més del de les Nacions Unides. Va donar la benvinguda als progressos aconseguits en les eleccions generals de Libèria a l'octubre de 2005 i els esforços realitzats pel govern de transició cap a l'aixecament de les sancions imposades per la Resolució 1521. (2003).
El preàmbul de la resolució també va acollir favorablement la tasca del Tribunal Especial per a Sierra Leone, i va assenyalar que la Missió de les Nacions Unides a Sierra Leone (UNAMSIL) acabava la seva missió el 31 de desembre de 2005 i la necessitat de continuar la protecció del tribunal.

### Actes
Actuant sota el Capítol VII de la Carta de les Nacions Unides, el Consell va ampliar el mandat de la UNMIL i va demanar a les autoritats liberianes que asseguressin eleccions lliures, justes i transparents. Es va instar a la comunitat internacional a proporcionar recursos per satisfer les necessitats relacionades amb els excombatents i la reforma del sector de la seguretat.
La UNMIL va ser autoritzada a desplegar 250 persones a Sierra Leone per protegir el Tribunal Especial, i al mateix temps es va ordenar un augment temporal del personal de la UNMIL fins al 31 de març de 2006. A més, la UNMIL també va ser autoritzada a desplegar personal militar a Sierra Leone si fos necessari per evacuar-hi personal en cas d'emergència. S'hi haa indicat l'Oficina Integral de les Nacions Unides a Sierra Leone (UNIOSIL) per donar suport al personal de la UNMIL desplegat a Sierra Leone.
La resolució va demanar al Secretari General Kofi Annan i al govern de Sierra Leone que concloguessin un acord sobre l'estat del personal militar de la UNMIL al país. Es va encoratjar a les missions de les Nacions Unides a la regió a perseguir la cooperació intermèdia per evitar el tràfic d'armes, el moviment de combatents, l'explotació il·legal de recursos naturals i la implementació dels programes de desarmament, desmobilització i reintegració.
Finalment, es va requerir al Secretari General que proporcionés una avaluació de disposició per a la UNMIL en el seu informe de març de 2006.